# Noa Briqualon
Noa Briqualon a Csillagok háborúja univerzumának egyik ember szereplője.

## Leírása
Noa Briqualon az emberek fajába tartozó férfi, aki egykori társával, Salak Weettel együtt a Lázadó Szövetség cserkésze és űrkutatója volt. Bőre fehér, bár az arca hamar kivörösödik. A haj- bajusz- és szakállszíne szürkülő barna. Szemszíne barna; és szemüveget visel. Első látásra mogorva, barátságtalan embernek tűnik, de valójában jószívű és önfeláldozó.

## Élete
Az Endor holdra Y. e. 26-ban került el; amikor is űrhajója lezuhant ide. A társát, Salak Weettet elfogták és megölték a szintén ide lezuhant sanyassan kalózok. Noa azóta egy hatalmas fa odvában készített magának házat, és maga mellé fogadta az értelmes teek fajba tartozó Teeket, aki habár nem beszéli a galaktikus közös nyelvet, hanem makogásokat hallat, de ők ketten jól megértik egymást. A lezuhant űrhajót ágakkal rejtette el, köréje pedig csapdákat állított.
Y. u. 3-ban Teek rábukkan a sanyassanoktól megszökött Cindel Towanira és Wicket Wystri Warrickra. Wicket előbb üldözőbe veszi Teeket, de aztán Cindel kibékíti őket. Teek elvezeti őket a házhoz, ahol a két gyermek nekifog kitakarítani a házat és vacsorát főz. Este, amikor Noa hazaérkezik, nagyon megharagszik Teekre és a váratlan vendégekre, sőt a gyermekeket el is kergeti, de később félig-meddig azt sugallja Teeknek, hogy mikor ő nem látja, a kis barátja vigyen nekik ennivalót. Vacsora után már nincs szíve kint hagyni a hidegben a gyerekeket, behívja őket és szállást ad nekik, ha Cindel és Wicket megígérik, hogy másnap kitakarítják a házat. Noa minden nap elmegy az űrhajót javítani. Cindel és Wicket egyszer utánaosontak; az ewok pedig rálépett egy csapdára.
A sanyassan Terak király szolgálatában, sok más sanyassan mellett a dathomiri Éjnővér, Charal is áll. Terak is és Charal is azt hiszik, hogy a hiperhajtó motor valami varázstárgy és annak segítségével hatalomra tehetnek szert. Charalnak van egy varázsgyűrűje, melynek segítségével hollóvá vagy más személlyé tud átváltozni. A boszorkány Cindelt az anyja, Catarine által énekelt énekkel magához csalja és elrabolja. Charalt üldözőbe veszi Noa, Wicket és a nagyon gyors mozgású Teek. Miután bejutnak a sanyassanok kastélyába, Teek a fürgeségének köszönhetően észrevétlenül jár-kel a kalózok között, és megszerzi a tömlöcök kulcsait. A három megmentő kiszabadítja a kislányt és az elrabolt ewokokat, utána pedig elszöknek a kastélyból. 
Mindnyájan sietnek Noa űrhajójához, amelyből épp csak a hiperhajtó motor hiányzott; de a sanyassanok üldözőbe veszik őket. Míg Noa és Cindel megpróbálják javítani az űrhajót, addig az ewokok és a sanyassanok megvívják a harcot az Endor erdőholdjáért. A harc végén Noa megküzd Terakkal, de mivel azelőtt Terak elvette a varázsgyűrűt a boszorkánytól, a küzdelem közben megütődik a gyűrű és a belőle kijövő energia kővé változtatja a sanyassanok királyát. Az ewokok kivívták a szabadságukat, a megmaradt sanyassanok pedig megfutamodtak. Cindel és Noa a harc után elhagyták az erdőholdat.
Miután elhagyták az ewokok holdját, Cindelt Noa nevelte fel, és az űrben utazgattak néhány évig.

## Megjelenése a filmekben, könyvekben
Noát az Endor erdőholdján történő második tévéfilmben láthatjuk, melynek címe, „Harc az Endor bolygón” (Ewoks: The Battle for Endor). Továbbá még két könyvben is meg van említve.
A filmben Noa Briqualont Wilford Brimley alakítja.

## Fordítás
- Ez a szócikk részben vagy egészben a Noa Briqualon című Wookieepedia-szócikk fordítása. Az eredeti cikk szerkesztőit annak laptörténete sorolja fel.